# هیونجین (خواننده)
هوانگ هیون جین (کره‌ای: 황현진؛ زادهٔ ۲۰ مارس ۲۰۰۰) که بیشتر با نام هیون‌جین (کره‌ای: 현진) شناخته می‌شود، رپر، خواننده و رقصنده اهل کره جنوبی است. او یکی از اعضای گروه پسرانه کره‌ای استری کیدز است که در سال ۲۰۱۷ توسط جی‌وای‌پی انترتینمنت تشکیل شد.

## زندگی
در اوت ۲۰۱۷، جی‌وای‌پی اینترتینمنت (JYPE) رسماً برنامه تلویزیونی جدید این آژانس را برای راه اندازی یک گروه پسرانه اعلام کرد. عنوان این برنامه بچه‌های ولگرد (استری کیدز) بود و هیونجین نیز به عنوان عضوی از این گروه در این برنامه حضور یافت.
پیش از آغاز کار رسمی گروه، در ۱۷ اکتبر، JYPE اولین موزیک ویدیوی استری کیدز را برای آهنگی با عنوان "Hellevator" منتشر کرد که بعداً به صورت تک آهنگ دیجیتالی منتشر شد.

## ترانه‌شناسی
| هنرمند     | نام ترانه       | نام آلبوم     | نوع فعالیت         |
| ۲۰۱۸       | ۲۰۱۸            | ۲۰۱۸          | ۲۰۱۸               |
| ---------- | --------------- | ------------- | ------------------ |
| Stray Kids | "۴۴۱۹"          | Mixtape       | Writing            |
| Stray Kids | "Mixtape #1"    | I Am Not      | Writing            |
| Stray Kids | "Mixtape #2"    | I Am Who      | Writing, Composing |
| Stray Kids | "You."          | I Am You      | Writing, Composing |
| Stray Kids | "Mixtape #3"    | I Am You      | Writing, Composing |
| ۲۰۱۹       |                 |               |                    |
| Stray Kids | "Mixtape #4"    | Clé 1: Miroh  | Writing, Composing |
| Stray Kids | "Mixtape #5"    | Clé: Levanter | Writing, Composing |
| ۲۰۲۰       |                 |               |                    |
| Stray Kids | "Wow"           | In Life       | Writing            |
| ۲۰۲۱       |                 |               |                    |
| Stray Kids | "For You"       | SKZ 2021      | Writing, Composing |
| Stray Kids | "Hoodie Season" | SKZ 2021      | Writing, Composing |
| Stray Kids | "#LOVESTAY"     |               | Writing, Composing |
| ۲۰۲۲       |                 |               |                    |
| Stray Kids | "Muddy Water"   | Oddinary      | Writing, Composing |
| Stray Kids | "ice cream"     | "ice cream"   | Writing, Composing |